# عزرا دين
عزرا دين (بالإنجليزية: Ezra Dean)‏ هو محامي وقاضي وسياسي أمريكي، ولد في 9 أبريل 1795 في هيلسديل في الولايات المتحدة، وتوفي في 25 يناير 1872 في أيرنتون في الولايات المتحدة. حزبياً، نشط في الحزب الديمقراطي. وقد انتخب عضو مجلس النواب الأمريكي.